# إسيكس (أونتاريو)
إسيكس، أونتاريو (بالإنجليزية: Essex) هي مدينة كندية تقع في مقاطعة أونتاريو. تبلغ مساحة هذه المدينة 277.9472 (كم²)، ويبلغ عدد سكانها 20032 نسمة حسب إحصاء سنة 2006 م، بينما كان يسكنها 20085 نسمة في سنة 2001 م. تحتل هذه المدينة المرتبة رقم 188 بين مدن كندا حسب عدد السكان والمرتبة رقم 74 في المقاطعة. نما عدد السكان في هذه المدينة بنسبة (-0.3) بين العامين المذكورين.

## أعلام
- ريك هاينز
- بروس كرودر
- فريدريك الكسندر كوثبرت
- ويس أونيل

## وصلات خارجية
- الأطلس الحكومي لكندا
- إحصاءات كندا مع ساعة تعداد السكان